# 23751 Девідпрайс
23751 Девідпрайс (23751 Davidprice) — астероїд головного поясу, відкритий 22 травня 1998 року.
Тіссеранів параметр щодо Юпітера — 3,588.